# Arrêt Terrier
L'arrêt Terrier est une décision rendue en France par le Conseil d’État le 6 février 1903. Son numéro de pourvoi est le suivant : 07496. Cet arrêt consolide la compétence du Conseil d’État en lui permettant de connaitre les litiges concernant des contrats administratifs.

## Faits et procédure
Le conseil général du département de Saône-et-Loire a pris une délibération en vue d'encourager la chasse aux vipères dans le département. Pour cela, une prime était allouée à tout individu qui justifierait d’avoir tué une vipère. Cet encouragement représentait un crédit total de 200 francs à raison de 25 centimes de francs par vipère tuée. La prime a rapidement été distribuée et le département a même utilisé une partie du crédit annuel dont il disposait pour éponger les dépenses imprévues. Or, le sieur Adrien Terrier, chasseur de vipères, s'est présenté au conseil général du département pour recevoir sa prime après l'épuisement du dispositif. Le département a donc refusé de lui verser la somme annoncée par la délibération.
M. Terrier s'estimant lésé par ce refus, a saisi le conseil de préfecture pour juger ce litige. Celui-ci a rejeté sa demande. M. Terrier s'est alors pourvu en cassation devant le Conseil d’État.

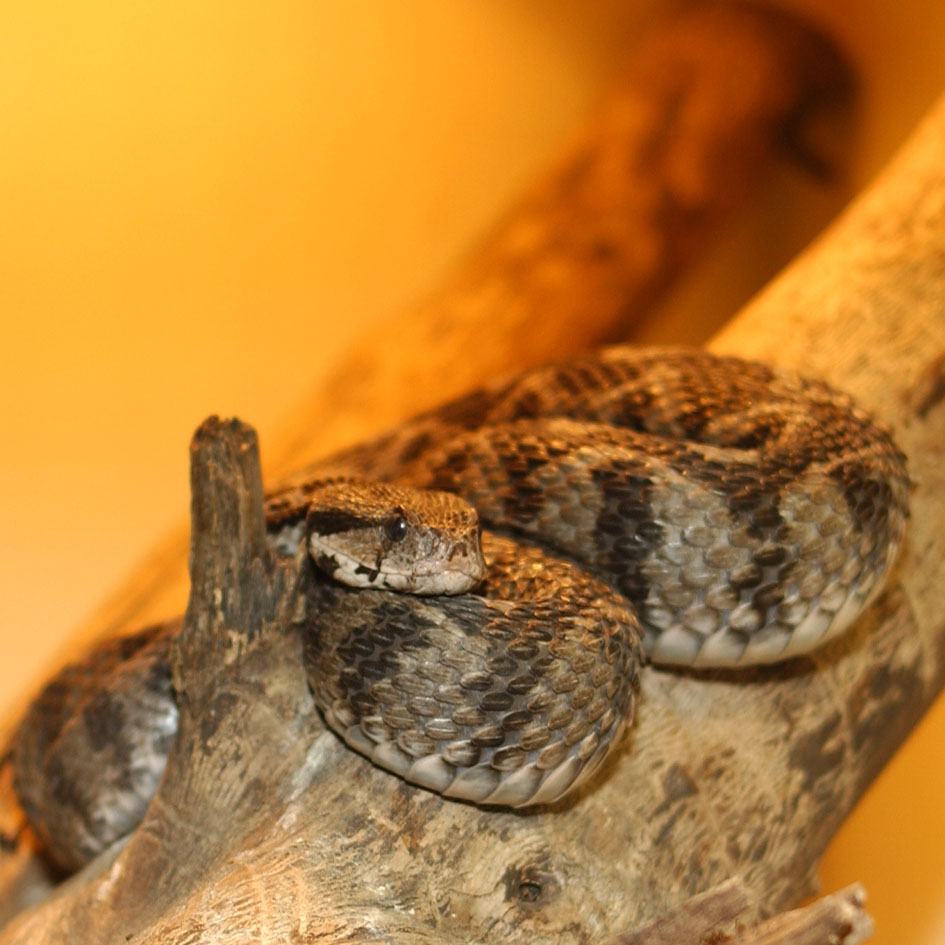
Une vipère ottomane

## Problème de droit
Le Conseil d’État devait répondre à la question de sa compétence pour juger l'affaire. En effet, M. Terrier estimait qu'il existait un contrat entre lui et le département de Saône-et-Loire. En effet, la délibération de ce dernier représentait une offre pour un travail moyennant une rémunération. La rémunération représentait donc, selon le plaignant, la contrepartie contractuelle de sa tâche. Dans ce cas, l’administration aurait l'obligation de lui payer la somme annoncée. Et l'absence de paiement constituerait donc un manquement aux obligations contractuelles nées de la délibération.

## Solution
Le Conseil d’État s'estime compétent, considérant que la délibération a bien établi un rapport juridique entre le département et M. Terrier. Il s'agit donc d'un contrat mais ce dernier est un contrat administratif et non un contrat de droit privé. C'est cette nature administrative qui permet au Conseil d’État d'être compétent pour juger ce litige.
Le commissaire du gouvernement pour cette affaire était Jean Romieu. Les conclusions de ce dernier sur cet arrêt permettent de comprendre comment le Conseil d’État est arrivé à une telle décision. Il explique que « le vote, par le conseil général, d’un crédit pour primes à allouer en vue de la destruction des vipères ne saurait être considéré comme établissant entre le département et les chasseurs de vipères des rapports de droit privé » car il s’agit « d’un véritable service public, une opération d’intérêt général […] et qui, dès lors, a au plus haut degré, le caractère administratif : c’est un service public pour lequel le conseil général aurait pu créer des agents spéciaux ». Ainsi, puisque la chasse aux vipères est une activité de service public, le fait de recourir à des agents privés n’en change pas la nature. En effet, le service public ne se définit pas par la qualité de la personne qui l'exerce mais plutôt par le but d'intérêt général de l'activité. La délibération du conseil départemental est un contrat qui concerne une activité de service public et qui est donc un contrat administratif. C'est ce caractère administratif qui emporte la compétence du juge administratif.
Cet arrêt s'inscrit dans un mouvement de renfort de la compétence du juge administratif après les arrêts Blanco et Cadot. Il découvre également la notion de contrat administratif, celui-ci peut résulter de la contractualisation d'une activité de service public mais aussi de la présence d'une clause exorbitante du droit commun au sein du contrat (arrêt Société des Granits porphyroïdes des Vosges).